# لا مرن
لا مرن (به فرانسوی: La Marne) یک کامین در فرانسه است که در لوآر-آتلانتیک واقع شده‌است.

## خصوصیات
لا مرن ۱۷٫۸ کیلومترمربع مساحت و ۱٬۳۲۸ نفر جمعیت دارد و ۱۲ متر بالاتر از سطح دریا واقع شده‌است.